# Juliaca chapini
Juliaca chapini är en insektsart som beskrevs av Young 1977. Juliaca chapini ingår i släktet Juliaca och familjen dvärgstritar. Inga underarter finns listade i Catalogue of Life.